# キーラン・ハーディ
キーラン・ハーディ（Kieran Hardy、1995年11月30日 - ）は、ウェールズのラグビーユニオン選手。ユナイテッド・ラグビー・チャンピオンシップのオスプリーズに所属している。

## 略歴
16歳まで、地元のポンティベレムRFCでプレーした。
2013年、カーマーゼン・クインズRFCに加入。
2014年、スカーレッツにも加入したが出場機会は限定的だったため、主にカーマーゼン・クインズRFCで活動した。
2015年、U20ウェールズ代表に選ばれ、U20シックス・ネイションズとワールドラグビーU20チャンピオンシップに出場した。
2016年にジャージー・レッズに加入し、ブリティッシュ・アンド・アイリッシュカップ決勝進出に貢献した。
2018-19シーズンからスカーレッツに復帰。最初のシーズンで18試合で7トライを記録した。
2020年11月18日、ウェールズ代表としてジョージア代表戦に先発出場し、代表初キャップを獲得した。
2021年2月13日、シックス・ネーションズのイングランド代表戦で先発出場でトライを決め、40対24で勝利しウェールズはトリプルクラウンを獲得した。
2022年のウェールズ代表南アフリカ遠征メンバーに選ばれ、南アフリカ共和国代表との3回のテストマッチすべてに先発出場。そのうち第2試合で13対12で勝利し、ウェールズ代表として歴史上初めて南アフリカ共和国代表に勝利した。
2023年、ラグビーワールドカップ2023のウェールズ代表に選ばれた。